# Brandenburskie Muzeum Włókiennictwa w Forst
Brandenburskie Muzeum Włókiennictwa w Forst (niem. Brandenburgisches Textilmuseum Forst) – muzeum techniki w Forst (Lausitz), w kraju związkowym Brandenburgia w Niemczech, założone w 1995 roku, poświęcone głównie historii włókiennictwa.

## Historia
Placówka została otwarta w 1995 roku. Muzeum jest prowadzone od 1996 roku przez Museumsverein der Stadt Forst/Lausitz e.V. Znajduje się w zabytkowym budynku z 1897 roku zlikwidowanej fabryki sukienniczej Daniela Noacka przy Sorauer Straße 37. Remont budynku prowadzono od 1994 do 1997 roku. Ekspozycja stała była prezentowana na parterze budynku, na powierzchni około 500 m². Od 2021 roku muzeum pozostaje zamknięte z powodu remontu i kompleksowej rozbudowy; zakończenie prac jest planowane na 2024 rok. Koszt przebudowy oszacowano na ponad 10 mln euro. Nowa ekspozycja ma być poszerzona m.in. o tematy związane z węglem – surowcem ważnym dla historii Łużyc oraz wodą. Ma także powstać parowozownia dla „Schwarze Jule” – ostatniej zachowanej lokomotywy Forster Stadteisenbahn (miejska kolej żelazna) z 1893 roku.

## Profil działalności
Muzeum organizuje wystawy czasowe i warsztaty pokazowe prezentujące proces produkcji płótna z udziałem zwiedzających. Poza prezentacją procesu technologicznego i historii włókiennictwa (XIX-XX wiek) wystawa obejmuje ekspozycję typową dla skansenu. Przy muzeum działa biblioteka.
Muzeum ma możliwość organizacji kursów tkania na krosnach ręcznych i ramach tkackich oraz warsztaty projektowania tkanin dla wszystkich grup wiekowych.

## Galeria

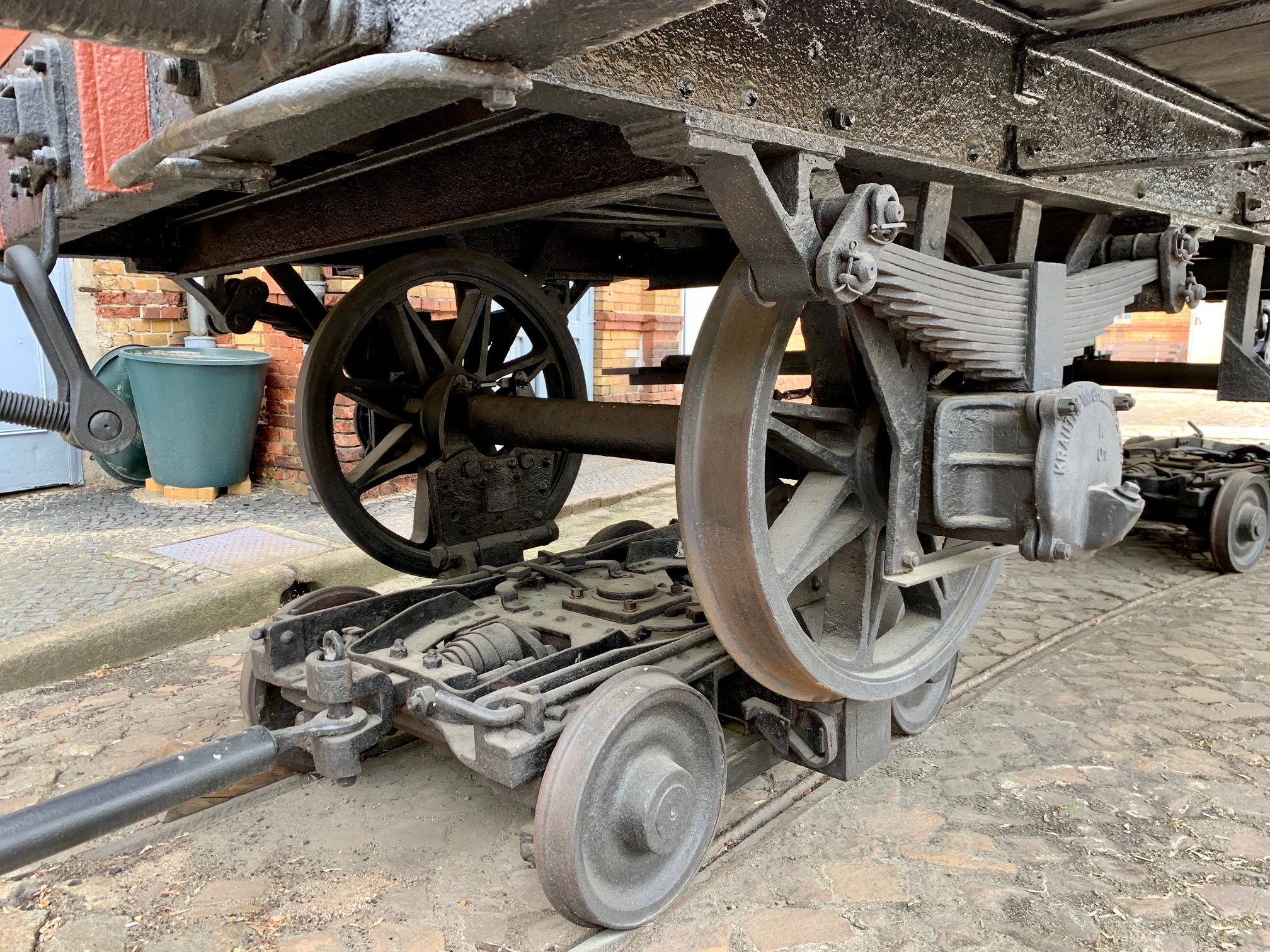
Rolbok przed muzeum
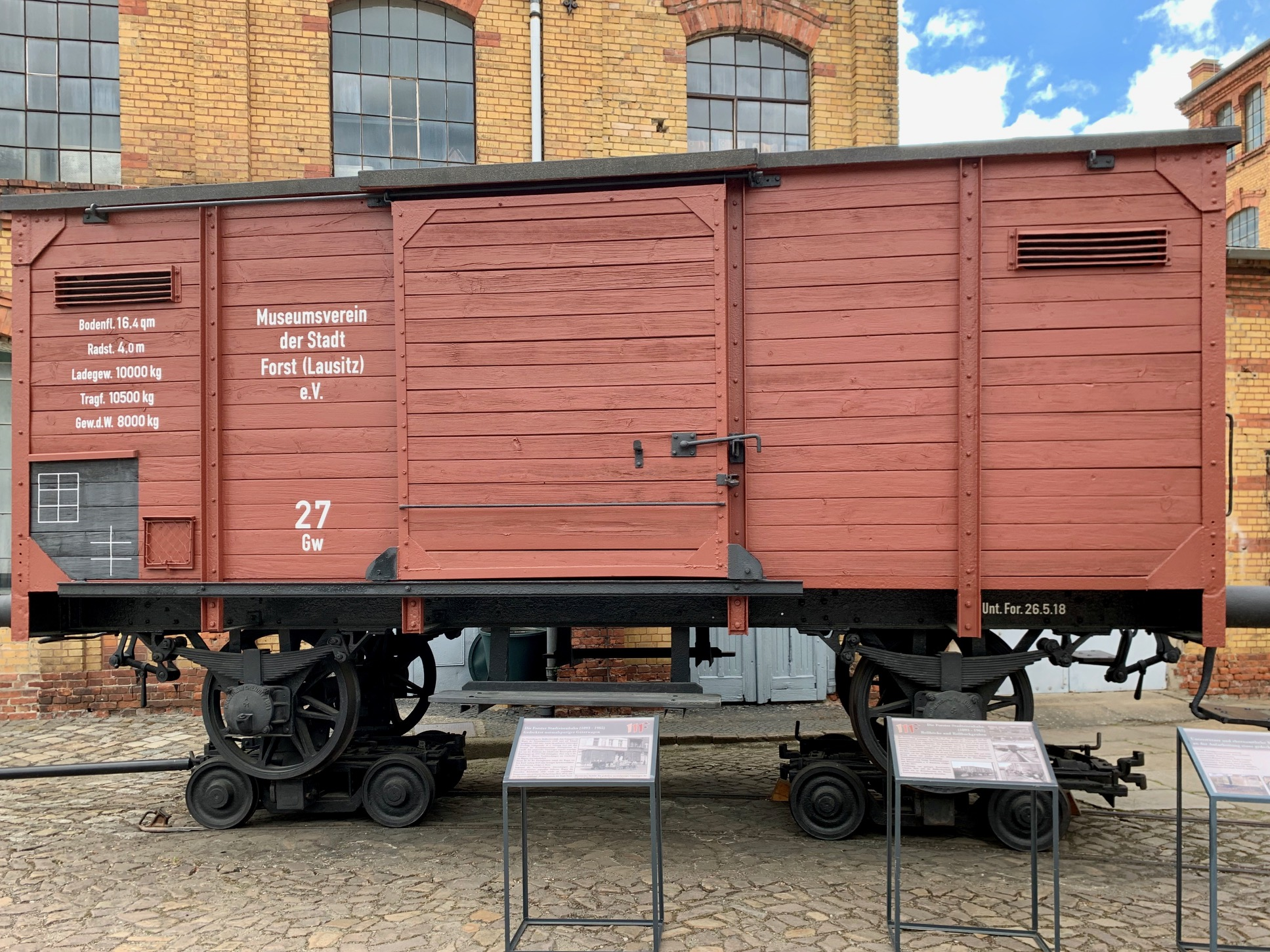
Wagon towarowy przed muzeum
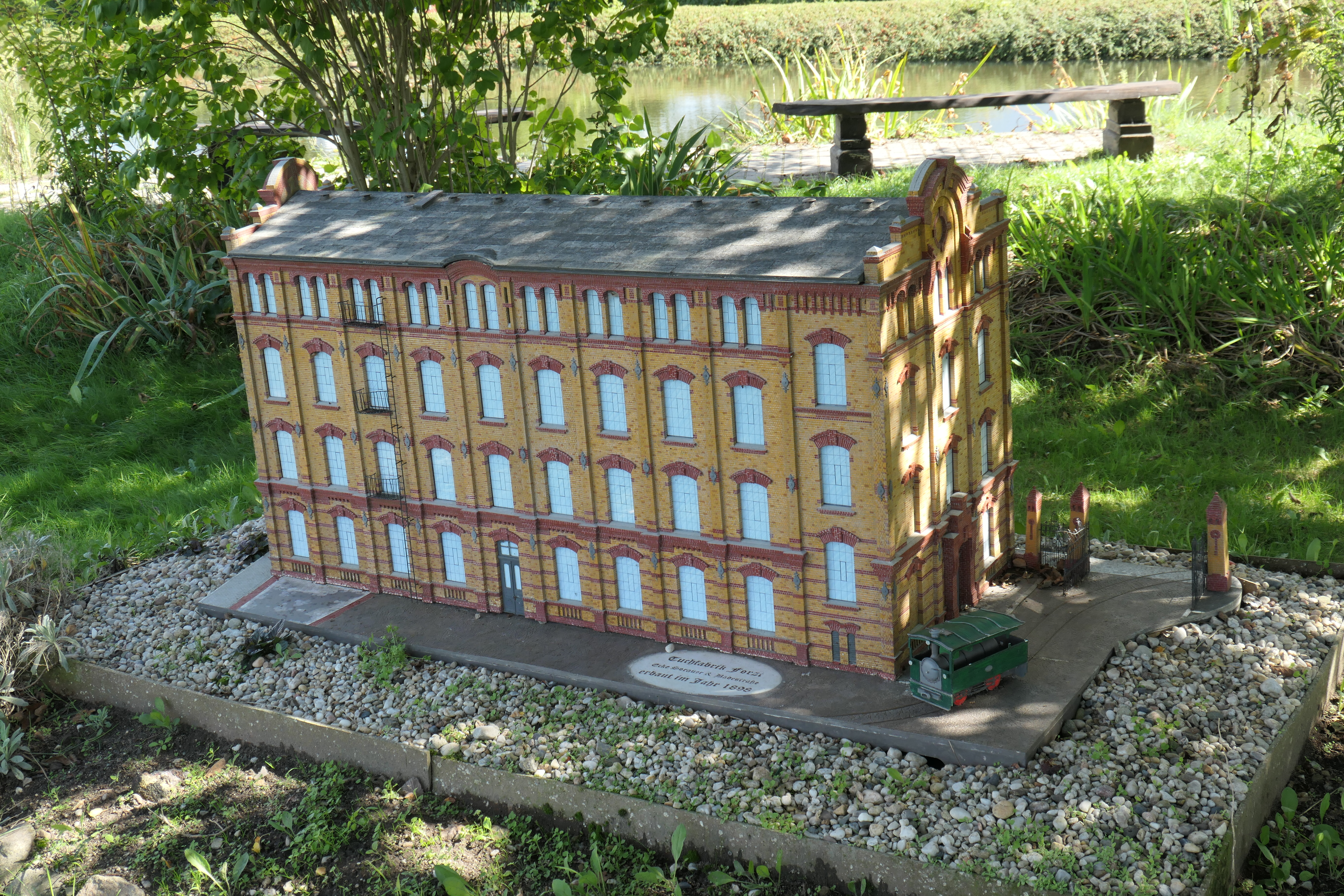
Makieta budynku muzeum w Parku Miniatur w Elsterwerdzie